# Araújo (Uruguai)
Araújo é uma localidade uruguaia  que faz parte do município de Lorenzo Geyres, no departamento de Paysandú.

## Toponímia
A localidade possui este nome pelo Arroyo Araújo, que é próximo da região 

## População
Segundo o censo de 2011 a localidade contava com uma população de 34 habitantes.
| Variação demográfica do município entre 2004 e 2011 |
|                                                     |

## Autoridades
A localidade é subordinada ao município de Lorenzo Geyres.

## Religião
A localidade possui uma capela "Casa de Familia", subordinada à paróquia "Santa Terezinha do Menino Jesus" (cidade de Quebracho), pertencente à Diocese de Salto)

## Transporte
O município possui a seguinte rodovia:
- Acesso a Ruta 3 [7].